# Alpha Bank
Alpha Bank S.A. (in greco: Αλφα Τράπεζα Α.Ε.) è la seconda banca di Grecia con 450 succursali sul territorio nazionale. Ha filiali a Londra e in vari paesi balcanici.
È quotata dal novembre 1925 alla Borsa di Atene con il simbolo di borsa ALPHA. Il titolo è uno dei 25 titoli dell'indice FTSE/Athex Large Cap.

## Storia
Alpha Bank fu fondata nel 1879 a Calamata da John F. Costopoulos. Nel 1919 cambiò il nome in "Banca di Kalamata". Sei anni più tardi la sua sede fu trasferita ad Atene. Nel 1947 mutò ancora una volta il nome e divenne "Banca di Credito Commerciale". Ancora nel 1972 divenne "Banca del Credito" (Trapeza Pisteos) e nel 1994 Alpha Credit Bank. Nel 1993 il presidente Iannis Kostopoulos fondò la "Banca di Bucarest" con sede nella capitale romena, primo passo di una straordinaria espansione nei mercati finanziari dei paesi balcanici.
Nel 1999 acquisì il 51% del capitale azionario della banca Popolare Ionica (Ioniki Laiki Trapeza) che fu assorbita completamente l'anno dopo. Un tentativo di fusione con la Banca Nazionale di Grecia, avviato nel 2002, non è invece andato in porto.